# Sabetai Unguru
Sabetai Unguru (hebräisch שבתאי אונגורו / Shabtai Unguru; * 1. Januar 1931 in Podu Iloaiei, Kreis Iași, Rumänien; † 6. Januar 2024) war ein israelischer Wissenschafts- und Mathematikhistoriker.

## Leben
Unguru studierte Philosophie, klassische Philologie, Geschichte und Mathematik an der Universität „Alexandru Ioan Cuza“ in Iași. Im Jahr 1961 emigrierte er nach Israel. 1966 ging er in die Vereinigten Staaten, wo er 1970 an der University of Wisconsin in Madison (Wisconsin) promoviert wurde. Danach war er bis 1982 Assistant und dann Associate Professor an der University of Oklahoma. 1983 wurde er Associate Professor am Institute for the History and Philosophy of Science and Ideas der Universität Tel Aviv, das kurz zuvor gegründet worden war. Ab 1987 war er dort Professor und ab 1991 Leiter des Instituts.
Unguru war mit Yocheved Unguru verheiratet und hatte zwei Kinder.

## Wirken
Unguru arbeitete unter anderem über Apollonius von Perga, dessen Conica (Kegelschnittlehre) er mit seinem Studenten Michael Fried herausgab. Ein weiteres Arbeitsgebiet war die mittelalterliche Optik (unter anderem die Ausgabe der Perspektive von Witelo aus dem 13. Jahrhundert). In den Jahren 1989 und 1996 erschien seine Geschichte der Mathematik (in Hebräisch).
Im Jahr 1975 löste Unguru mit seiner Arbeit On the need to rewrite the history of Greek mathematics eine Kontroverse aus. Er argumentierte gegen Interpretationen insbesondere von Euklid aus moderner Sicht, wie etwa bei Paul Tannery und Hieronymus Zeuthen, die in Teilen der Elemente Reste einer geometrischen Algebra sehen wollten, was auch von Bartel Leendert van der Waerden in seinem Buch Erwachende Wissenschaft vertreten wurde. Van der Waerden, Hans Freudenthal und André Weil traten in dieser Debatte Ungurus Thesen entgegen.